# Ботанічний сад Женеви

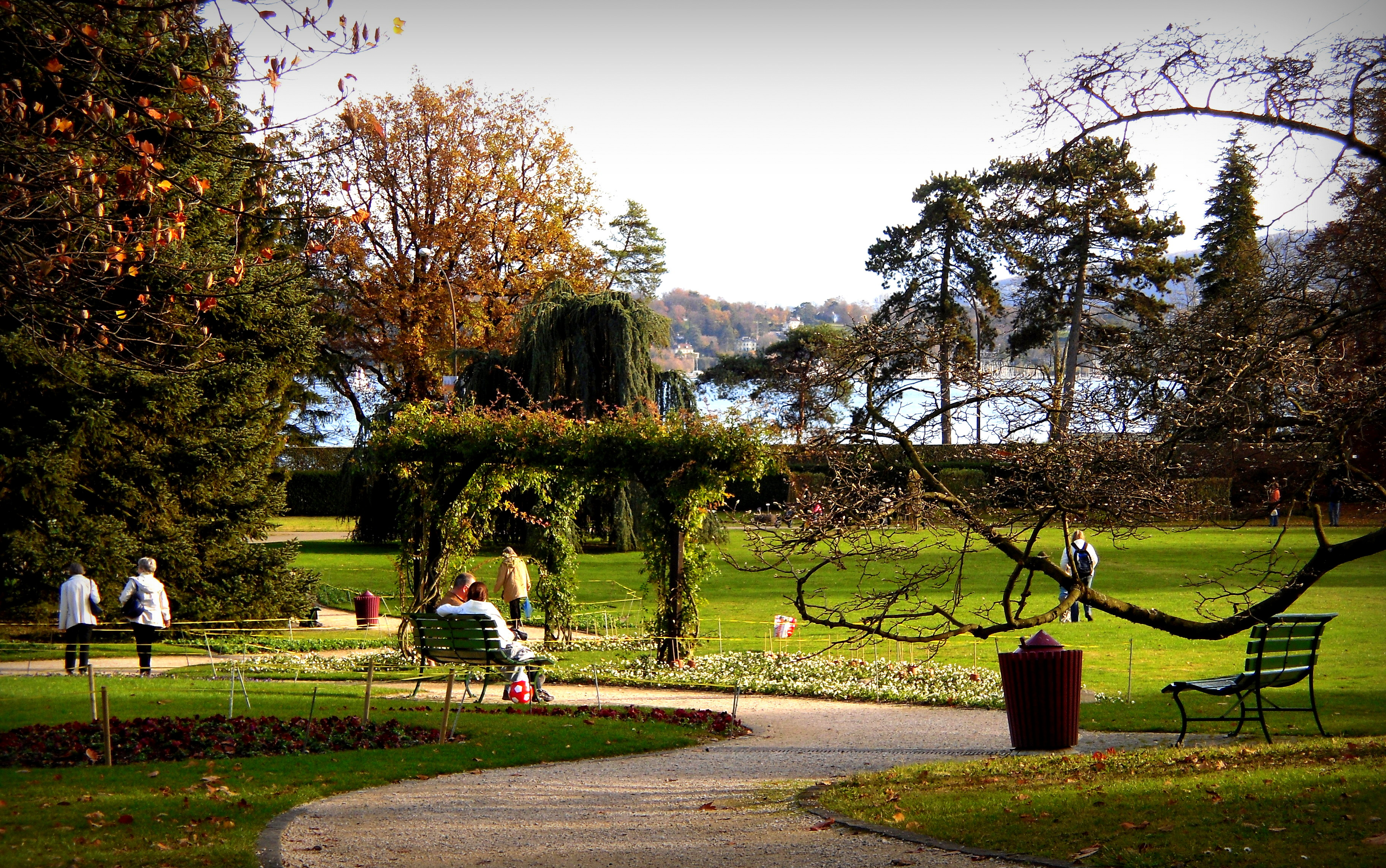
У ботанічному саду

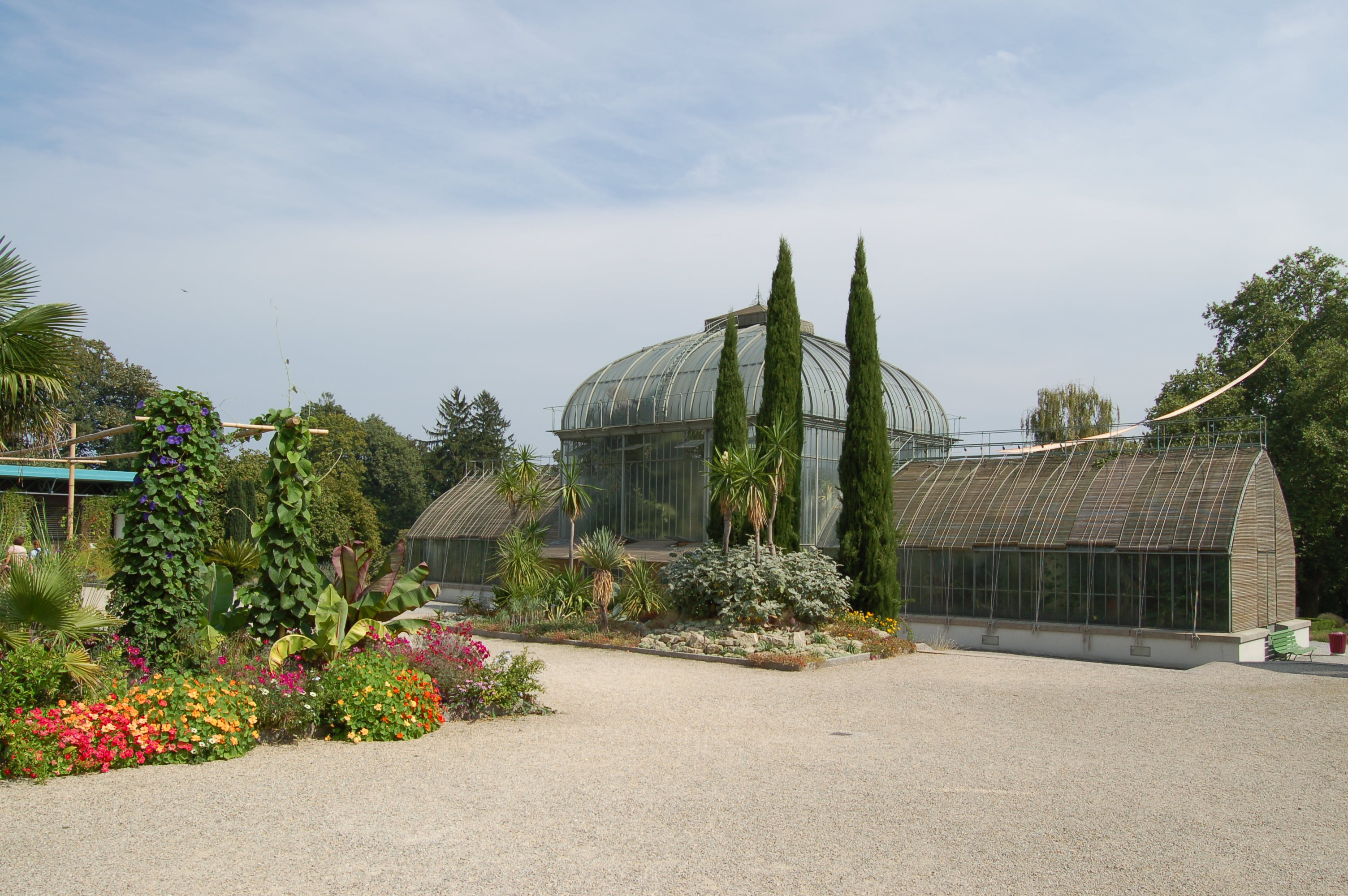
Біля оранжереї

 Ботані́чний сад Жене́ви (фр. Conservatoire et Jardin botaniques de la ville de Genève) — ботанічний сад у місті Женева (Швейцарія).

## Історія
Ботанічний сад Женеви був заснований в 1817 році за сприяння видатного швейцарського ботаніка Огюстена Пірама Декандоля на території нинішнього Парку Бастіонів. У 1904 році заклад було перенесено на нове місце поблизу Палацу Націй, де він знаходиться і досі.

## Колекція
Площа насаджень становить 28 га. В колекції Ботанічного сада Женеви зібрані понад 12 000 видів рослин. Гербарій закладу (міжнародний код G) містить понад 6 мільйонів зразків рослин, це один із найбільших гербаріїв у світі, тут зібрані зразки рослин і грибів із усього світу, але найбільш — із Середземномор'я, Близького і Середнього Сходу, Південної Америки та Європи.
Сад розділений на кілька тематичних секцій — дендрарій, альпійську гірку, сад лікарських рослин, сад культурних рослин, оранжереї.

## Галерея

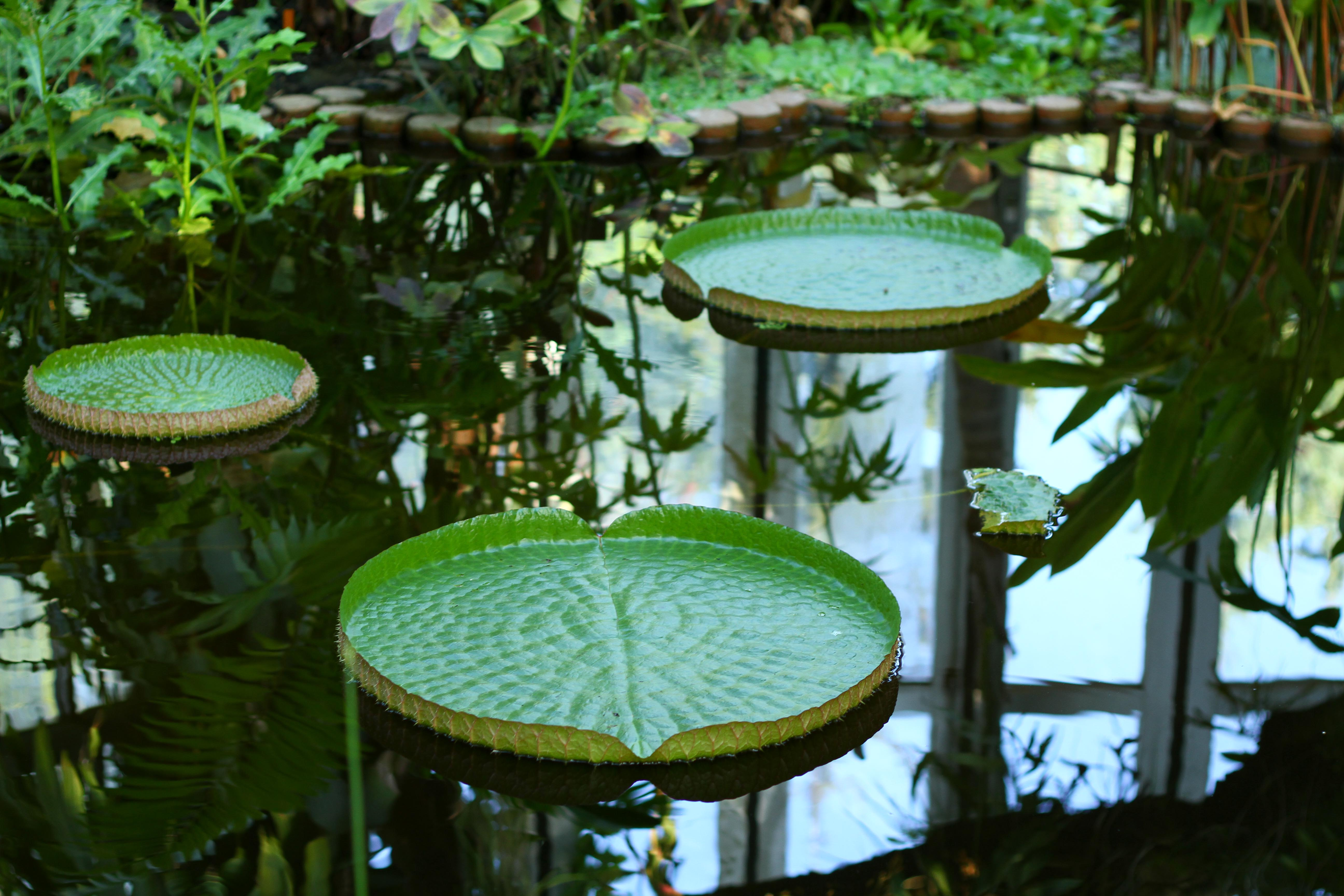
В оранжереї
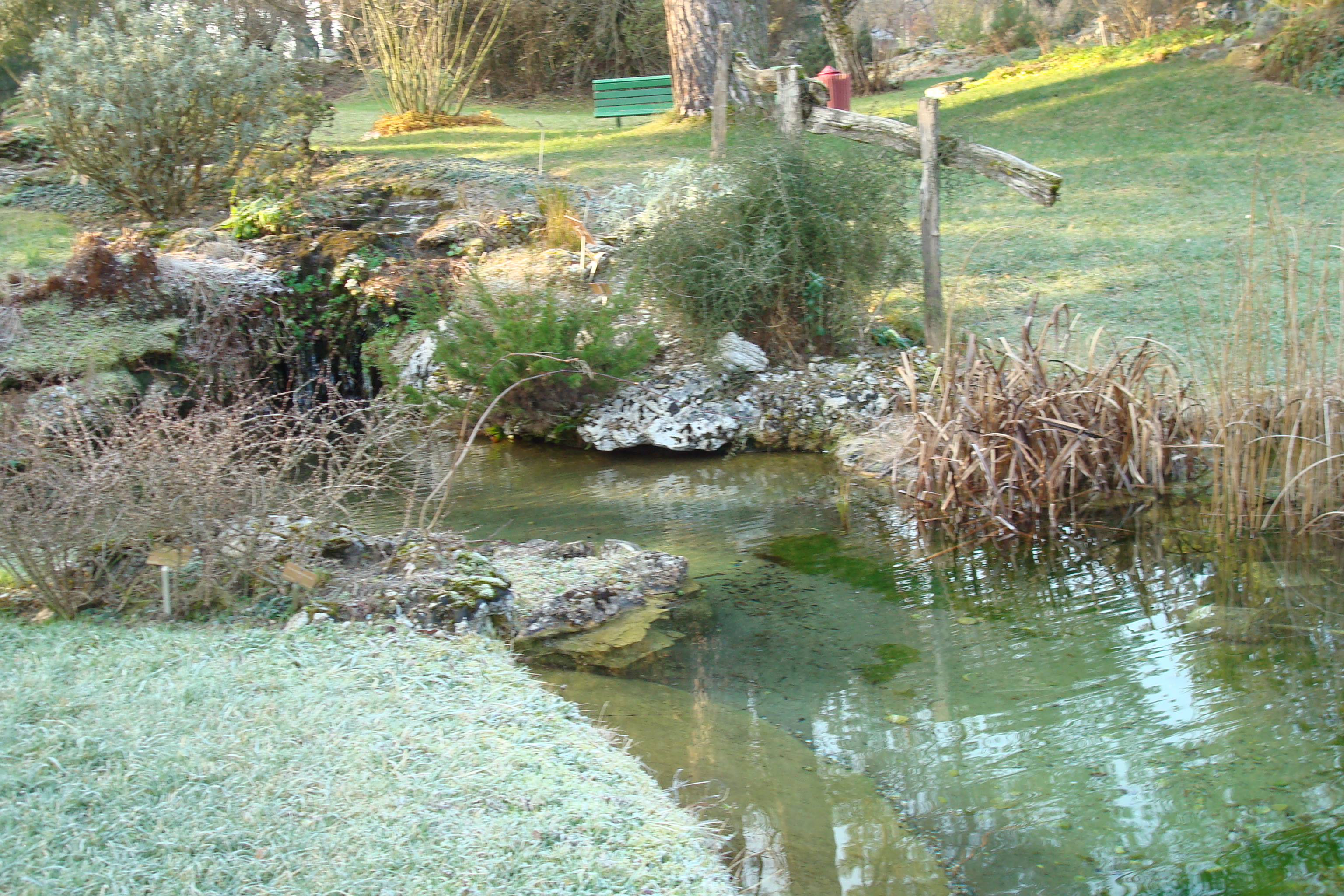
Ботанічний сад взимку
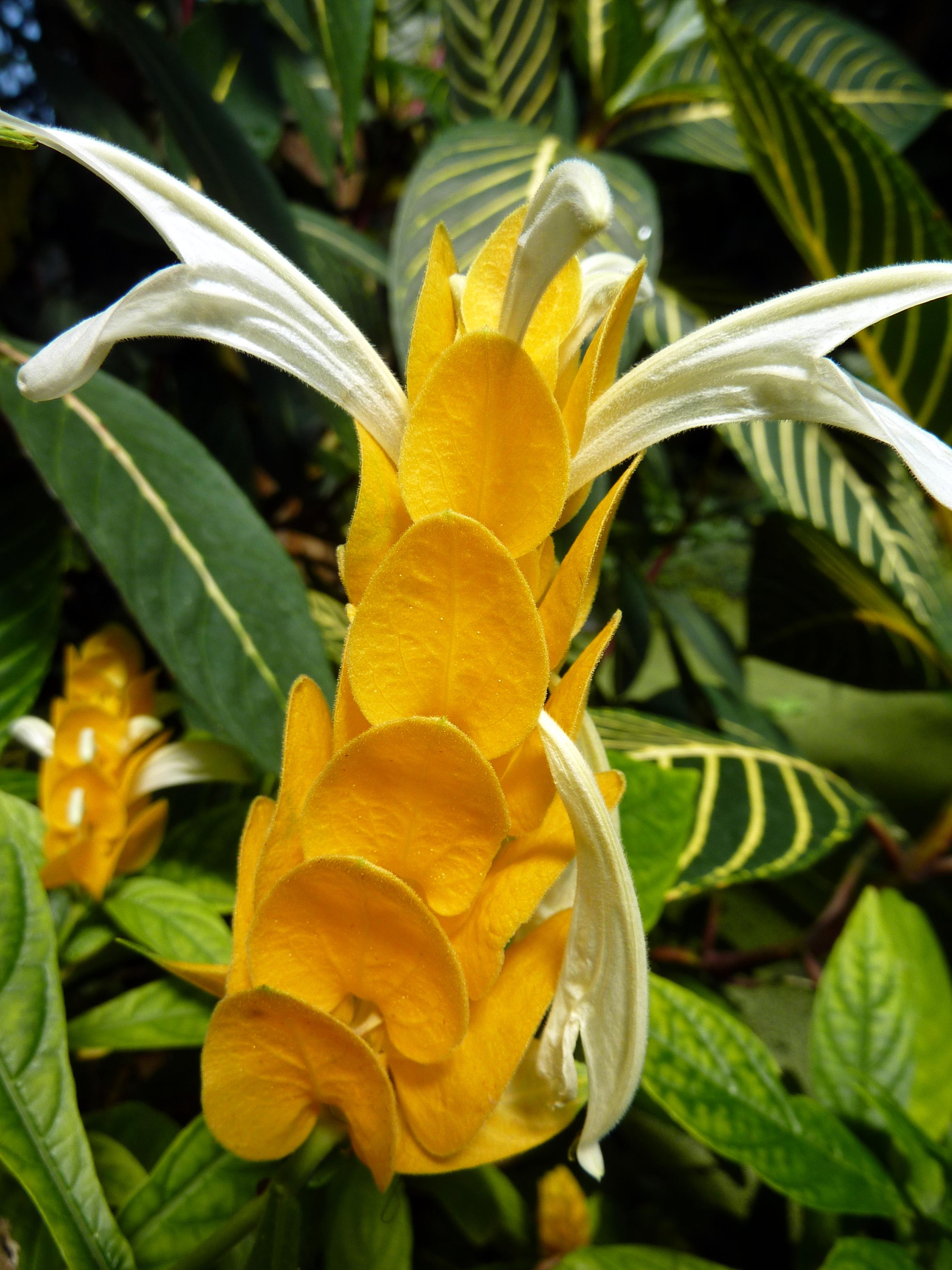
Pachystachys lutea
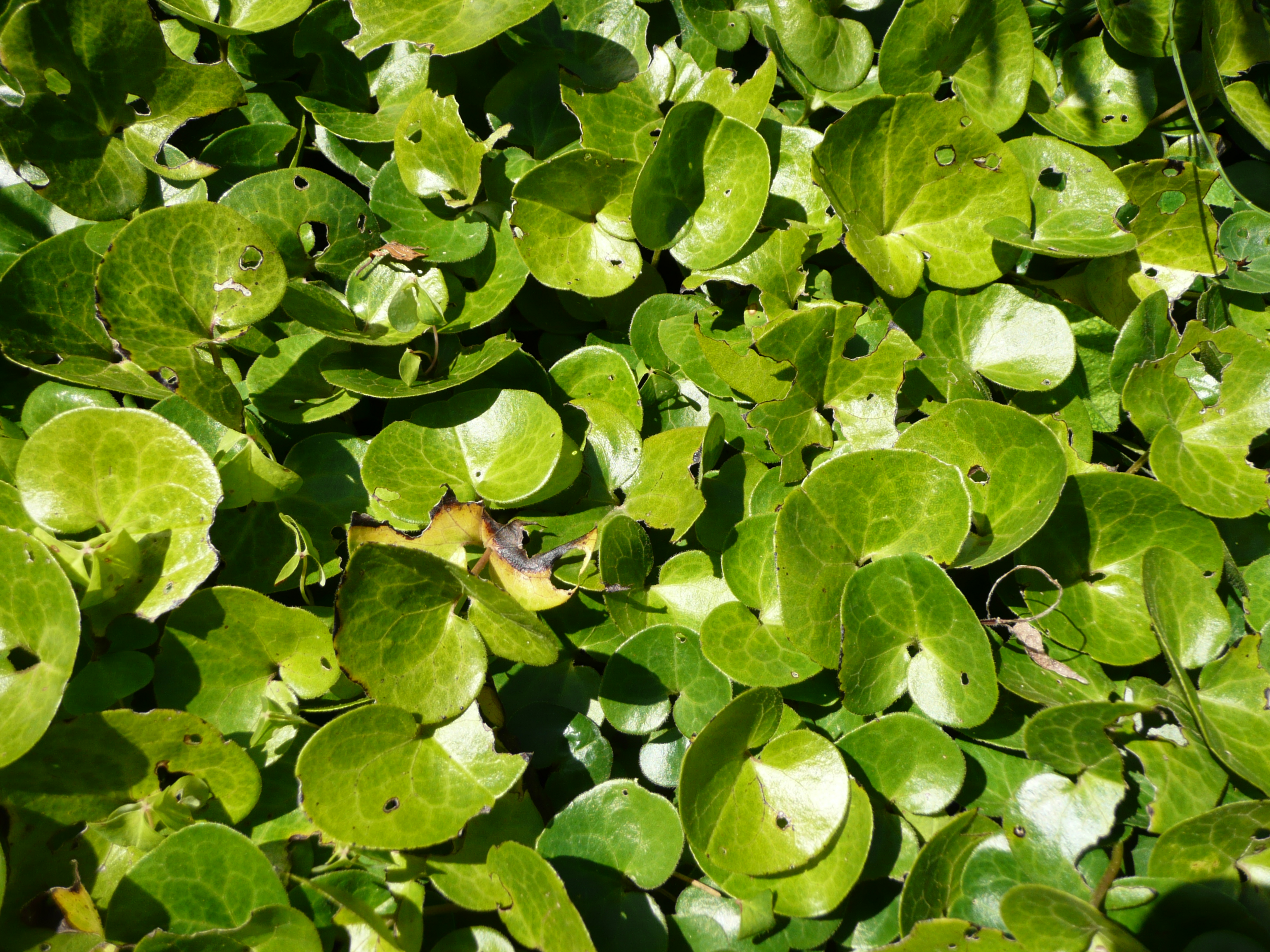
Копитняк європейський
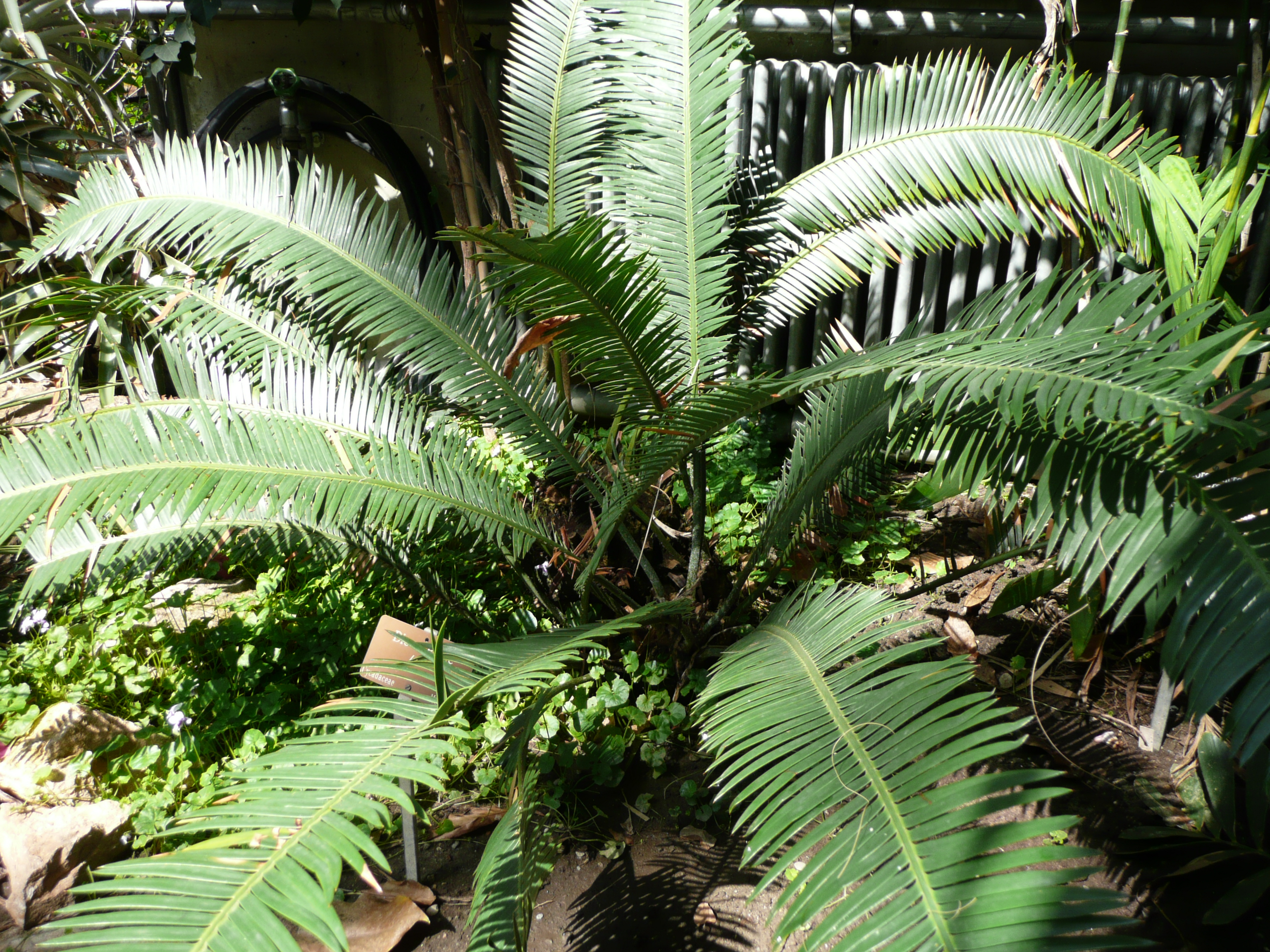
Dioon edule
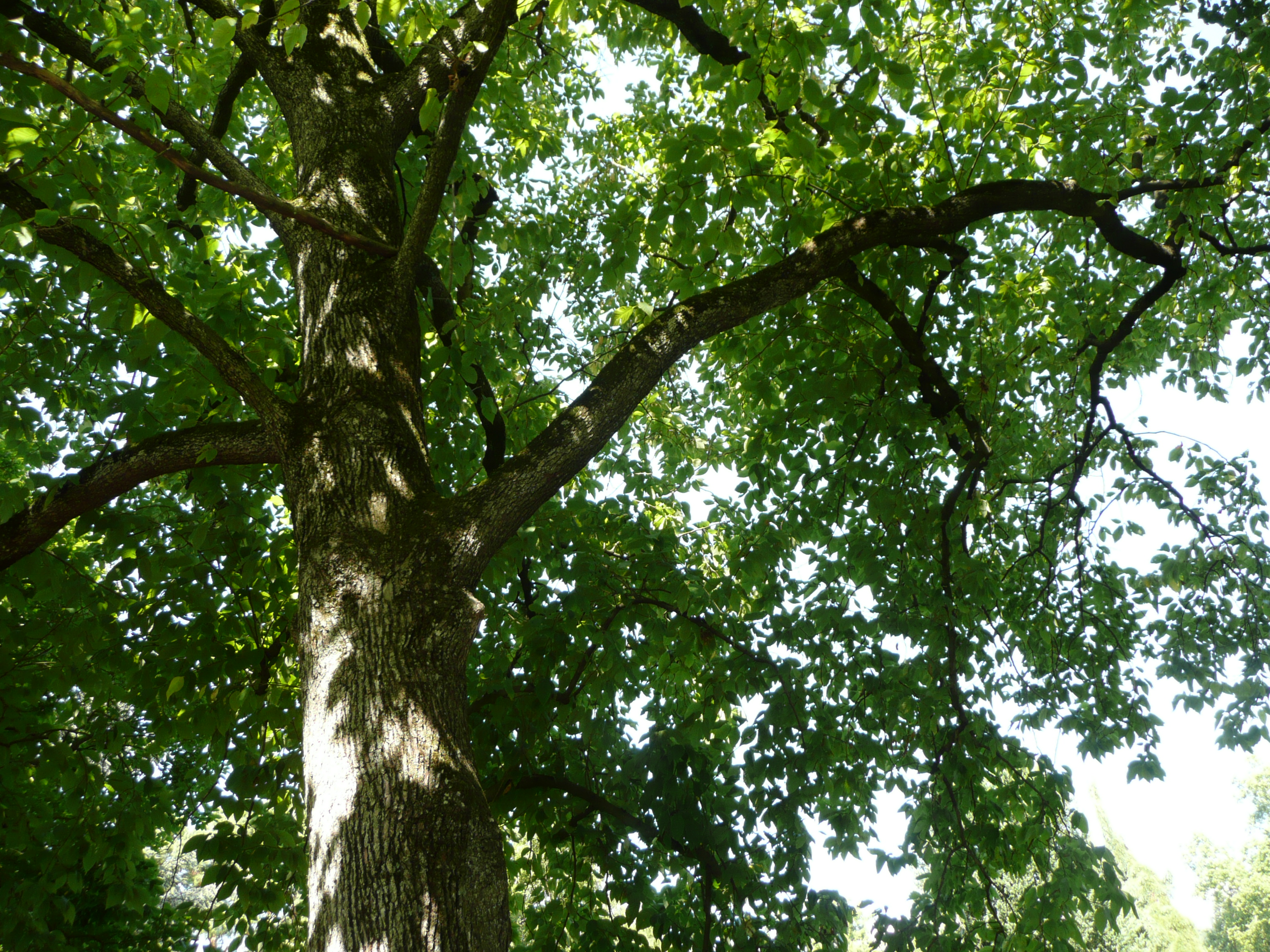
Magnolia acuminata